# 杰尔加兰
杰尔加兰，是吉尔吉斯斯坦伊塞克湖州阿克苏州下辖的一个村。根据2009年吉尔吉斯共和国人口普查，全村人口为1014人。